# Markin López
Markin López (Torreón, 23 de agosto de 1983) es un actor de televisión, y ex-futbolista mexicano, el cual es mejor conocido por los personajes del "Zombie" Guerrero en la serie de Netflix Club de Cuervos (2019-2024) y Rocko en las series de comedia de Televisa Vecinos (2006-)y Riquísimos, por cierto (2025).

## Filmografía

### Televisión
| Año       | Título                    | Papel                    | Ref.          |
| --------- | ------------------------- | ------------------------ | ------------- |
| 2025      | Riquísimos, por cierto    | Rocko Ibargüengoitia     | [ 5 ]         |
| 2017-2024 | Vecinos                   | Rocko Ibargüengoitia     | [ 3 ]         |
| 2023-2024 | El maleficio              | El Capitán               | [ 6 ]         |
| 2023      | Las pelotaris 1926        | Joaquín                  | [ 7 ]         |
| 2023      | María Félix: La Doña      | Pedro Infante            | [ 8 ]         |
| 2022-2023 | Cabo                      | Álvaro Ruiz              | [ 9 ] [ 10 ]  |
| 2021      | Narcos: México            | Rogelio                  |               |
| 2021      | Te acuerdas de mí         | Jacinto Galicia          | [ 11 ]        |
| 2020-2021 | Esta historia me suena    | Varios episodios         |               |
| 2019      | La balada de Hugo Sánchez | Benito Guerrero "Zombie" | [ 12 ] [ 13 ] |
| 2017-2019 | Club de Cuervos           | Benito Guerrero "Zombie" | [ 12 ] [ 13 ] |

### Cine
| Año  | Título             | Papel  | Ref.   |
| ---- | ------------------ | ------ | ------ |
| 2020 | Cadaueris Exquis   | Hombre |        |
| 2019 | Rendez-vous        | Luis   | [ 14 ] |
| 2016 | Perras de barrio 4 | Luca   | [ 15 ] |